# Atelopus longibrachius
Atelopus longibrachius är en groddjursart som beskrevs av Juan A. Rivero 1963. Atelopus longibrachius ingår i släktet Atelopus och familjen paddor. IUCN kategoriserar arten globalt som starkt hotad. Inga underarter finns listade.